# Nikolaos Kriezotis
Nikolaos Kriezotis (gr. Νικόλαος Κριεζώτης; ur. 1785 na Eubei, zm. 1853 w Izmirze) – grecki wojskowy i polityk pochodzenia albańskiego, uczestnik wojny o niepodległość Grecji.

## Życiorys
Urodził się i wychował na Eubei, w wieku 17 lat opuścił wyspę i osiadł na terenie Azji Mniejszej, gdzie przez następne lata zajmował się pasterstwem. Około 1820 roku opuścił Azję Mniejszą i udał się na teren Grecji, gdzie dołączył do biorącego udział w wojnie o niepodległość powstańczego korpusu. Uczestniczył w oblężeniu Akropolu, pierwszym oblężeniu Missolungi i w bitwie pod Petrą.
Po zakończeniu wojny o niepodległość został awansowany do stopnia pułkownika (συνταγματάρχης), następnie generała brygady (ταξίαρχος). W wyniku wyborów parlamentarnych z 1843 roku uzyskał mandat do Parlamentu Grecji. Angażował się w działalność opozycyjną, przez co został uwięziony w Chalkidzie. Po wyjściu na wolność przedostał się do Izmiru, gdzie zmarł w 1853 roku. Jego pogrzeb odbył się dopiero 10 lat później.

## Życie prywatne
Miał czterech braci, ich ojciec trudnił się pasterstwem.